# Blaine Boyer
Pour les articles homonymes, voir Boyer.
Blaine Thomas Boyer (né le 11 juillet 1981 à Atlanta en Géorgie, États-Unis) est un ancien lanceur de relève droitier de la Ligue majeure de baseball. 

## Carrière

### Braves d'Atlanta
Blaine Boyer est un choix de troisième ronde des Braves d'Atlanta en 2000. Il débute dans les majeures avec ce club au cours de la saison 2005, faisant le 12 juin la première de ses 43 apparitions au monticule pendant l'année. Le lanceur droitier œuvre 37 manches et deux tiers au monticule, conservant une belle moyenne de points mérités de 3,11 avec 33 retraits sur des prises. Il est crédité de quatre victoires, contre deux défaites.
Boyer se blesse au camp d'entraînement des Braves en 2006 et ne lance que six manches au total pour Atlanta durant cette année et la suivante. Il n'est en état de lancer sur une base régulière qu'en 2008, alors qu'il totalise 72 manches de travail en 76 sorties avec les Braves. Les succès de sa saison recrue ne sont toutefois pas au rendez-vous, puisqu'en plus d'une moyenne élevée de 5,88 il ne remporte que deux de ses huit décisions. Utilisé quelques fois en fin de partie, il réussit le 14 mai son premier sauvetage dans le baseball majeur, protégeant une victoire d'Atlanta sur les Pirates à Pittsburgh.

### Cardinals de Saint-Louis
Après trois sorties pour Atlanta en 2009, Boyer est échangé le 20 avril aux Cardinals de Saint-Louis, en retour du voltigeur Brian Barton.
Il endosse l'uniforme des Cardinals pour seulement 15 parties et affiche une moyenne de points mérités de 4,41 en 16 manches et un tiers lancées.

### Diamondbacks de l'Arizona

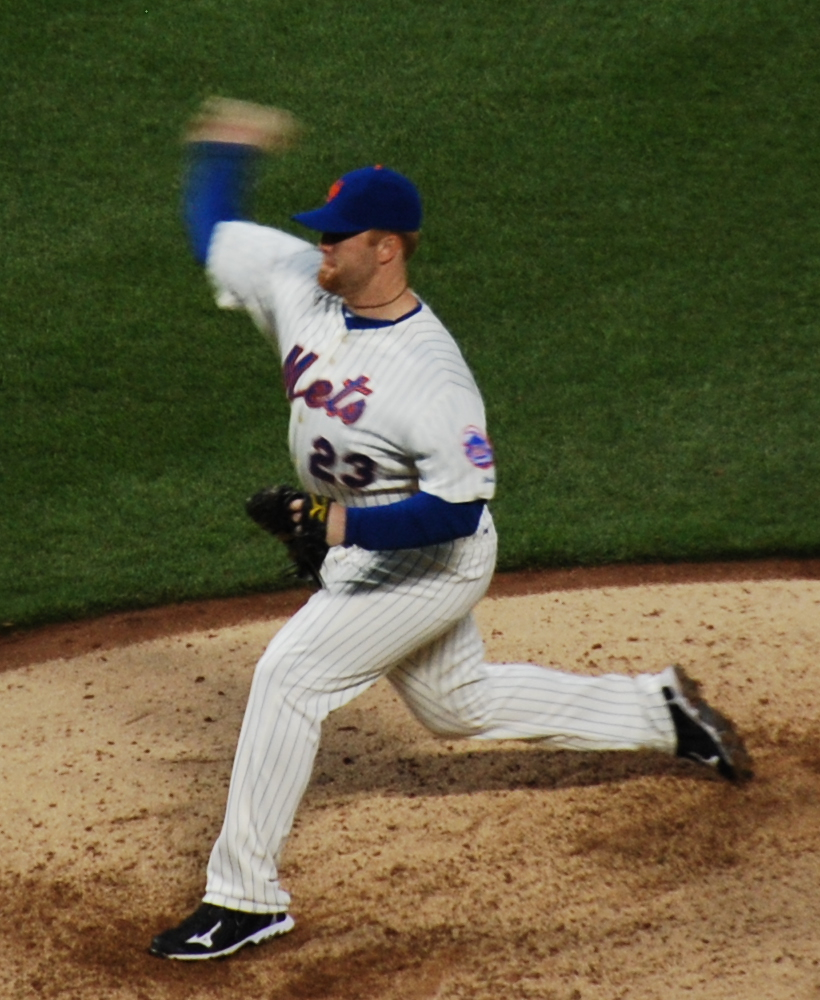
Blaine Boyer en 2011 avec les Mets de New York.

Le 8 juin 2009, il est cédé au ballottage et réclamé par les Diamondbacks de l'Arizona. Il termine la saison avec une brillante moyenne de 2,68 en 57 manches lancées pour Arizona. 
En 2010, Boyer totalise 57 manches lancées pour les D-Backs et sa moyenne de points mérités est à 4,26.

### Mets de New York
Le 21 janvier 2011, Blaine Boyer signe un contrat avec les Mets de New York et participe à leur entraînement de printemps. En début de saison, il est appelé dans cinq rencontres, subit la défaite à ses deux décisions et affiche, malgré un sauvetage, une moyenne de points mérités très élevée de 10,80. Il est écarté de l'effectif actif des Mets le 10 avril à la suite de ces contre-performances. Soumis au ballottage, il n'est réclamé par aucune équipe et devient agent libre.
Boyer signe un contrat avec les Pirates de Pittsburgh le 20 avril 2011  mais joue uniquement en ligues mineures. Éventuellement libéré de son contrat, il signe une entente des ligues mineures avec les Cardinals de Saint-Louis au début juillet 2011. Il ne joue pas non plus pour les Cardinals et est libéré de nouveau en août.
En 2012, il est en sabbatique et se consacre à sa famille.

### Japon

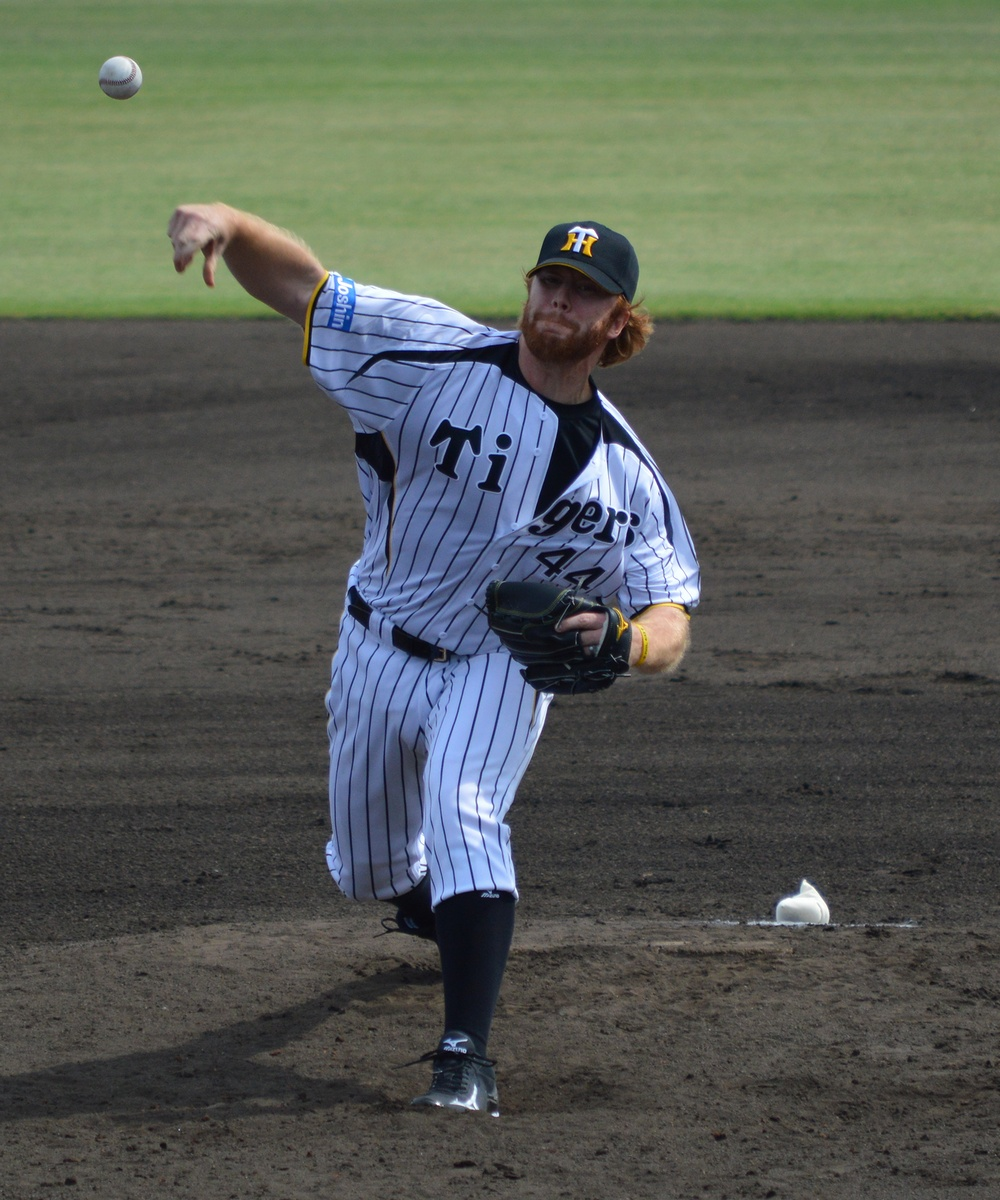
Blaine Boyer lançant au Japon pour les Hanshin Tigers en 2013.

En 2013, Boyer joue au Japon avec les Hanshin Tigers de la Ligue centrale. En 22 matchs, tous comme lanceur de relève, il remporte 3 victoires contre une défaite et maintient une moyenne de points mérités de 2,67 en 27 manches au monticule.

### Padres de San Diego
Boyer rejoint l'organisation des Padres de San Diego en 2014. Après avoir amorcé la saison avec les Chihuahuas d'El Paso, leur club-école, il est rappelé par San Diego et joue le 22 mai 2014 son premier match dans les majeures depuis le 10 avril 2011. En 32 matchs des Padres en 2014, il maintient une moyenne de points mérités de 3,57 en 40 manches et un tiers de travail.

### Twins du Minnesota
Boyer signe le 7 janvier 2015 un contrat des ligues mineures avec les Twins du Minnesota.
En 2015, il présente la meilleure moyenne de points mérités de tous les lanceurs des Twins : 2,49 en 65 manches lancées lors de 68 apparitions au monticule.

### Brewers de Milwaukee
Le 12 février 2016, Boyer signe un contrat des ligues mineures avec les Brewers de Milwaukee.

## Vie personnelle
Blain Boyer est père de deux garçons, Levi et Benaiah.